# Restriktive Geldpolitik
Die Restriktive Geldpolitik bzw. kontraktive Geldpolitik einer Zentralbank umfasst alle geldpolitischen Maßnahmen, die zur Verminderung der umlaufenden Geldmenge führen. Sie führt zu Zinssteigerungen, einem Rückgang der Produktion und der Investitionen und soll dadurch den Anstieg des Preisniveaus verlangsamen, also Inflationstendenzen verringern (Preisstabilität). Restriktive Geldpolitik wird vor allem in Zeiten konjunktureller Überhitzung angewandt. Sie kann als Gegenstück zur expansiven Geldpolitik verstanden werden.

## Allgemeines
Zu unterscheiden ist zwischen Zins- und Liquiditätspolitk, wenngleich unter beiden gegenseitig Wechselwirkungen auftreten.

## Überblick
Eine kontraktive Geldpolitik lässt den Zinssatz im Inland steigen. Dadurch werden inländische Wertpapiere attraktiver, die Nachfrage nach der Landeswährung steigt, diese wertet auf. Sowohl der höhere Zinssatz, als auch die Aufwertung der Währung (Folge: mehr Importe, weniger Exporte) verursachen einen Rückgang der gesamtwirtschaftlichen Nachfrage und der Produktion. Mit dem Rückgang der Nachfrage und der Produktion geht auch die Geldnachfrage zurück, dadurch sinken die Zinsen wieder. Ziel ist die Verringerung von Inflationstendenzen.

## Maßnahmen
Klassisches Instrument der Zentralbank, um Einfluss auf die Geldmenge zu nehmen, stellt die Diskontpolitik dar (EZB: Hauptrefinanzierungsinstrument). Das bedeutet einerseits die Regulierungsmöglichkeit der Höhe des Leitzinses, zu dem die Geschäftsbanken Kredit bei der Zentralbank nehmen können, um eventuell mangelnde Liquidität aus der eigenen Kreditvergabe auszugleichen, andererseits kann die Zentralbank die Geldbasis (Zentralbankgeld) gegenüber den Kreditinstituten (stärker) auch mengenmäßig kontingentieren, so dass tendenziell weniger Kredite an Nichtbanken vergeben werden (können).
Prinzipiell kann die Zentralbank auch mittels Mindestreserveauflagen intervenieren: Hinsichtlich der Begrenzung der Geldschöpfung sind die Geschäftsbanken – z. B. in den Mitgliedsländern der EWWU – verpflichtet, einen bestimmten Prozentsatz (aktuell 1 %) ihrer liquiden Mittel (abhängig vom bei ihnen verwalteten [kurzfristigen] Einlagenbestand [Sichtguthaben]) zu reservieren. Restriktiv wirkt viel mehr die Erhöhung der Mindesteigenkapitalanforderungen für Kreditrisiken.
Durch diese Instrumentarien sollen die Bankreserven, Geldangebot und Zinssätze reguliert werden, um gesetzte Ziele (beispielsweise Preisstabilität, Verringerung der Nettokreditaufnahme, Verringerung des Leistungsbilanzdefizits etc.) zu erreichen.

## Auswirkungen

Graphische Analyse der restriktiven Geldpolitik

Zusammenwirkung des AS-AD- und IS-LM-Modells

Zusammenfassend lässt sich die restriktive Geldpolitik wie folgt darstellen:
1. Die Bankreserven werden erhöht (hauptsächlich durch preisliche oder mengenmäßige Kontingentierungen).
2. Die Erhöhung der Bankreserven führt zu einer mehrfachen Verknappung des Buchgeldes und der Geldmenge.
3. Das verringerte Geldangebot führt entlang der Geldnachfragefunktion zu einer Erhöhung der Zinssätze.
4. Die Zinssatzerhöhung und Geldmengenverknappung drosseln die Investitionen (siehe auch Leverageeffekt mit negativem Hebel), Konsum und Nettoexporte.
5. Die Rückgänge bei den zinssensiblen Positionen verringern durch den bekannten Multiplikationseffekt die Gesamtnachfrage.

Das geringere Niveau der Gesamtnachfrage senkt das Produktions- und Preisniveau – Disinflation.
- Kurzdarstellung: Bankreserven ↓, verfügbare Geldmenge ↓, Zinssatz ↑, Investitionen ↓, Konsum ↓, Nettoexporte ↓, Gesamtnachfrage ↓, reales BIP ↓, Produktion ↓, Inflation ↓, Arbeitslosigkeit ↑

Geldpolitik kann kurzfristig und langfristig unterschiedliche Auswirkungen haben. Kurzfristig wirkt sich eine Veränderung der Geldmenge auf die AD-Kurve, bei einer relativ flachen AS-Kurve, zum größten Teil auf die Produktion und nur zu einem geringen Teil auf das Preisniveau aus. Langfristig dagegen, wenn die AS-Kurve einen beinahe vertikalen Verlauf annimmt, führen Geldmengenverschiebungen vorwiegend zu Änderungen des Preisniveaus und kaum noch zu Änderungen der Produktionsleistung. Im Extremfall, wenn Änderungen der Geldmenge nur nominelle Variablen betreffen, ohne Auswirkung auf reale Variablen zu haben, kann man sagen, dass jede Geldmengenveränderung immer die gleiche Auswirkung (kurz- und langfristig) erzielt.
Dabei steht die angestrebte Preisstabilität unmittelbar im Zusammenhang mit der Inflationsrate. Weiterführend steht die Inflation direkt in Beziehung mit der Arbeitslosigkeit, dabei stellt die Phillips-Kurve ein wichtiges Analyseinstrument dar. Die Kurve veranschaulicht die Beziehung zwischen Inflation und Arbeitslosigkeit. Auf kurze Sicht bedeutet das, dass die Senkung des einen zu einer Erhöhung des anderen führt.

## Geldpolitik in einer offenen Volkswirtschaft
Die zuvor beschriebenen Instrumente der Geldmengensteuerung sind sehr effektive Instrumente. Die Geldmenge kann damit jedoch nicht vollständig kontrolliert werden. Die Zentralbank steht dabei vor grundlegenden Problemen, die sich aufgrund des zweistufigen Finanzsystems (Zentralbank und Geschäftsbanken), der partiellen Reservehaltung und der Globalisierung ergeben. Das erste Problem liegt darin, dass die Zentralbank nicht diejenige Menge an Geld kontrollieren kann, die private Haushalte, als Einlagen im Bankensystem halten.
Um dieses Problem besser darstellen zu können, soll angenommen werden, dass die Menschen das Vertrauen in das Bankensystem verlieren und sich dazu entschließen, einen Großteil ihrer Einlagen aufzulösen, um es stattdessen in Bargeld zu halten. Im Bankensystem kann daraufhin weniger Geld geschöpft werden, so dass das Geldangebot zurückgeht, ohne dass die Zentralbank eingegriffen hat. Das zweite Problem besteht darin, dass die Zentralbank keine Kontrolle darüber hat, wie viele Kredite die Banken vergeben. Damit dieses Problem ebenfalls gut geschildert werden kann, ist anzunehmen, dass die Banken eines Tages aufgrund einer verschlechterten Einschätzung der ökonomischen Situation vorsichtiger werden und somit weniger Kredite vergeben. Durch dieses passive Verhalten erhöhen sich automatisch die Reserven der Geschäftsbanken, und es kommt hier ebenfalls zum Rückgang des umlaufenden Geldes. Die Geldmenge hängt also im partiellen Reservesystem zum Teil vom Verhalten der Einleger und Geschäftsbanken ab. Das dritte Problem resultiert aus der zunehmenden Globalisierung von Handel und Finanzen (offene Volkswirtschaft). Die flexiblen Wechselkurse und Nettoexporte werden durch jede Veränderung der Geldpolitik beeinflusst, was den Geldmechanismus für die Zentralbank zusätzlich verkompliziert.
Damit das Problem besser erläutert werden kann, nehmen wir an, dass die Zentralbank den Zinssatz angehoben hat. Das hat zur Folge, dass die inländischen Wertpapiere an Attraktivität gewinnen und ausländische Anleger in diese Wertpapiere investieren wollen. Dadurch nimmt die inländische Währung an Werthaltigkeit zu, was die inländischen Güter gegenüber den ausländischen verteuert. Dies hat wiederum zur Folge, dass die Nachfrage nach heimischen Produkten zurückgeht, d. h., es nimmt die Produktion ab. Demzufolge hat eine Zinsveränderung sowohl direkt über die Zentralbank als auch indirekt über die Wechselkurse Einfluss auf die Produktion. Folglich macht eine offene Volkswirtschaft der Zentralbank sowohl wegen des nicht exakt bestimmbaren Zusammenhangs zwischen Geldmenge und Nettoexport als auch wegen der zusätzlich politisch-wirtschaftlichen Fragen, die sich aus den Auswirkungen heimischer Politik auf fremde Volkswirtschaften, auf die Zusammensetzung des BIP und auf die Schuldenbelastung der Dritten Welt ergeben, zu schaffen. Allerdings können im Vorfeld durch ständiges Überprüfen der Einlagenentwicklung und Veränderung der Reserven das Verhalten der Einleger bzw. Geschäftsbanken ermittelt werden. Somit können rasch gegensteuernde Maßnahmen ergriffen werden, um die Geldmenge nahe am geplanten Volumen zu halten.